# Yōhei Kurakawa
Yōhei Kurakawa (japanisch 藏川 洋平 Kurakawa Yōhei; * 10. August 1977 in der Präfektur Yamaguchi) ist ein ehemaliger japanischer Fußballspieler.

## Karriere
Kurakawa erlernte das Fußballspielen in der Schulmannschaft der Tatara Gakuen High School und der Universitätsmannschaft der Aichi-Gakuin-Universität. Seinen ersten Vertrag unterschrieb er 2000 bei Yokohama F. Marinos. Der Verein spielte in der höchsten Liga des Landes, der J1 League. Danach spielte er bei FC Horikoshi. 2006 wechselte er zum Zweitligisten Kashiwa Reysol. 2006 wurde er mit dem Verein Vizemeister der J2 League und stieg in die J1 League auf. Am Ende der Saison 2009 stieg der Verein in die J2 League ab. 2010 wurde er mit dem Verein Meister der J2 League und stieg wieder in die J1 League auf. Mit dem Verein wurde er 2011 japanischer Meister. Für den Verein absolvierte er 107 Ligaspiele. 2012 wechselte er zum Zweitligisten Roasso Kumamoto. Für den Verein absolvierte er 132 Ligaspiele.

## Erfolge
Yokohama F. Marinos
- J1 League

Vizemeister: 2000
Kashiwa Reysol
- J1 League

Meister: 2011
- Kaiserpokal

Finalist: 2008